# Eurymastinocerus politicollis
Eurymastinocerus politicollis är en skalbaggsart som beskrevs av Wittmer 1988. Eurymastinocerus politicollis ingår i släktet Eurymastinocerus och familjen Phengodidae. Inga underarter finns listade i Catalogue of Life.